# Kecskeméti művésztelep
A kecskeméti művésztelep Kecskemét külvárosában található, a Szent István-városhoz tartozó Műkertvárosban (Műkert 2.).

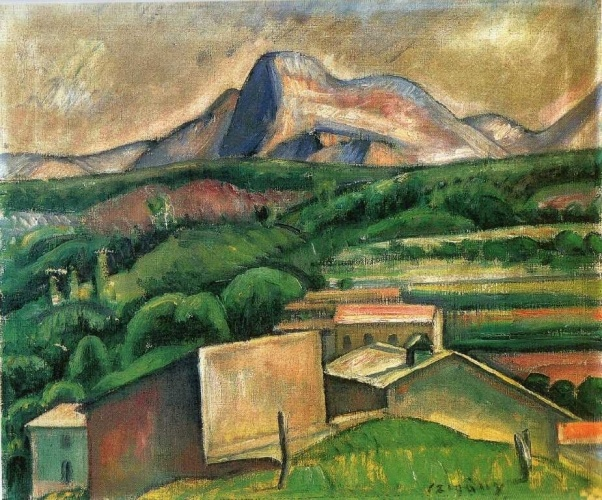
Czigány Dezső: Provance-i táj (1926-27)

## Története
A művésztelep 1909-ben alakult. Kecskeméten Kada Elek polgármester Jánszky Béla és Szivessy Tibor építészekkel nyolc műtermes villát építtetett művésztelep céljára, hogy a város Nagybánya, Szolnok és Gödöllő példáját követve csatlakozzon a magyar művésztelep-alapítási „mozgalom” 
A művésztelep első vezetője Iványi-Grünwald Béla lett, aki írásos tervet, részletes művészeti programot dolgozott ki a telep számára. A nagybányai festők közül kiváló neósokat hozott magával, akik az impresszionizmus, posztimpresszionizmus utáni modern művészeti irányzatokat akarták követni.
Az első világháború idején tömeglakásokká váltak a művésztelep műtermei, 1920-ban rendeződtek a viszonyok, ismét lett hely a műtermeknek, két villát engedett át ebből a célból a város a budapesti Képzőművészeti Főiskolának.

Iványi Grünwald Bélától Révész Imre vette át a telep vezetését. 1957-től vendégházként működött a művésztelep. A felújítás 1982-ben volt, napjainkban ismét művészek dolgoznak a régi kolónián. Olykor írók is szívesen dolgoztak a telepen.

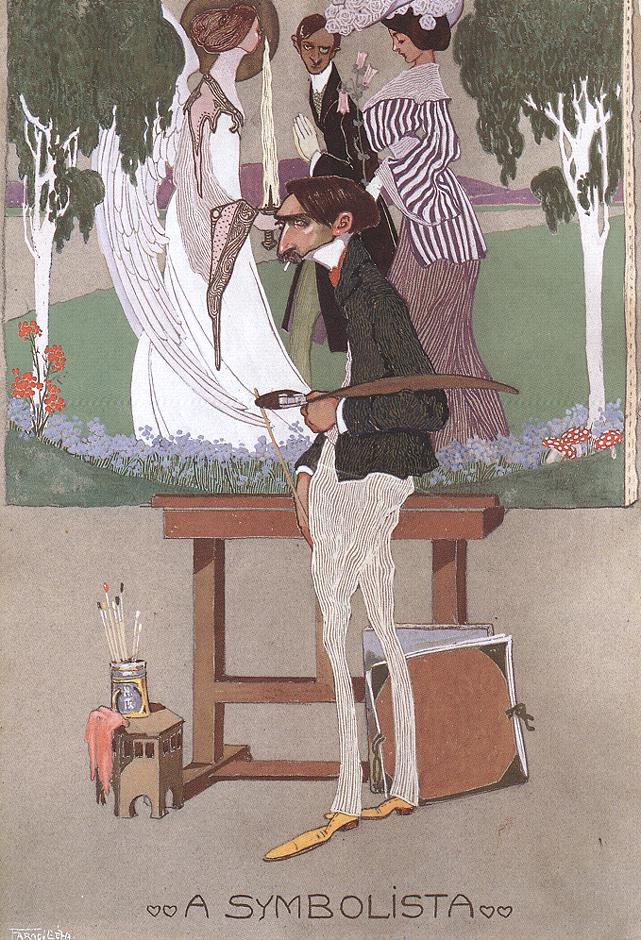
Faragó Géza: A szimbolista (1908)

## A művésztelepen alkotók
- Bajnai Tóth Lajos
- Bálint Rezső
- Barta Lajos
- Bencsik István
- Benyovszky István
- Bornemisza Géza
- Bródy Sándor író
- Csákvári Nagy Lajos festő és szobrász
- Csikász Imre alapító tag
- Czigány Dezső
- Csohány Kálmán
- Döbrentey Gábor
- Erős Andor
- Eskulits Tamás mai
- Falus Elek alapító tag
- Faragó Géza alapító tag
- Herman Lipót alapító tag
- Hincz Gyula
- Iványi-Grünwald Béla a művésztelep első vezetője
- Jánszky Béla alapító tag
- Kalló Viktor
- Kassák Lajos író és képzőművész
- Kisfaludi Strobl Zsigmond
- Kmetty János
- Kondor Béla
- Konecsni György
- Koszta József
- Lakatos Pál mai
- Makrisz Agamemnon
- Miklóssy Gábor
- Mikola András
- Molnár Péter kortárs
- Zsögödi Nagy Imre
- Nagy István
- Olgyay Ferenc alapító tag
- Pólya István
- Pólya Tibor alapító tag
- Perlrott-Csaba Vilmos
- Pócs Péter kortárs
- Révész Imre a művésztelep második vezetője
- Strohner József kortárs
- Sváby Lajos
- Szenes Árpád
- Szép Ernő író
- Szivessy Tibor alapító tag
- Uitz Béla